# 韋師
韋 師（い し、生没年不詳）は、北周から隋にかけての政治家。字は公穎。本貫は京兆郡杜陵県。

## 経歴
北周の驃騎大将軍の韋瑱の子として生まれた。はじめて『孝経』を読んだとき、「名教の極みはここにあったか」と言って感嘆したとされる。若くして父母を失うと、葬儀は礼を尽くしたもので、州里はその孝行をたたえた。成長すると、経書や史書を渉猟し、騎射を得意とした。北周の大冢宰宇文護に召されて中外府記室となり、賓曹参軍に転じた。少数民族の風俗や山川の地理に詳しく、少数民族による朝貢の使者があると、韋師が必ず応対にあたった。少数民族たちもかれの知識に感服して、事情を隠そうとしなかったという。斉王宇文憲が雍州牧となると、召されて本官のまま主簿となった。武帝が親政をはじめると、少府大夫となった。北斉が平定されると、韋師は命を受けて山東の安撫にあたり、賓部大夫に転じた。
581年、隋が建国されると、韋師は吏部侍郎となり、井陘侯の爵位を受けた。数年後、河北道行台兵部尚書に転じ、山東河南十八州安撫大使をつとめた。また晋王楊広の下で司馬を兼ねた。一族の韋世康が吏部尚書となると、ことあるごとに韋師と張り合った。晋王楊広が雍州牧となり、楊雄と高熲が雍州都督となると、韋師は召されて雍州主簿となった。韋世康の弟の韋約は法曹従事となった。韋世康は弟が韋師の下についたことを恥じ、怒りのあまり食うこともできず、「おまえはなぜ従事になったのだ？」と言って弟を鞭打った。
後に韋師は文帝が醴泉宮に幸するのに従った。文帝が韋師や高熲・韓擒虎らを召して、寝室で宴会を開くと、ともに思い出話をさせて、笑い楽んだ。南朝陳を平定するにあたって、韋師は本官のまま元帥掾を兼ねた。南朝陳の国府の蔵は、韋師の管理に委ねられたが、少しも横領することなく、清白と称された。後に長寧王楊儼が韋師の娘を迎えて妃とした。韋師は汴州刺史に任ぜられて治績を挙げ、在官のまま死去した。諡は定といった。
子の韋徳政が後を嗣ぎ、大業年間に給事郎となった。

## 伝記資料
- 『隋書』巻46 列伝第11
- 『北史』巻64 列伝第52